# Мастерсгаузен
Мастерсгаузен (нім. Mastershausen) — громада в Німеччині, розташована в землі Рейнланд-Пфальц. Входить до складу району Рейн-Гунсрюк. Складова частина об'єднання громад Кастеллаун.
Площа — 11,83 км2. Населення становить 969 ос. (станом на 31 грудня 2020).

## Галерея

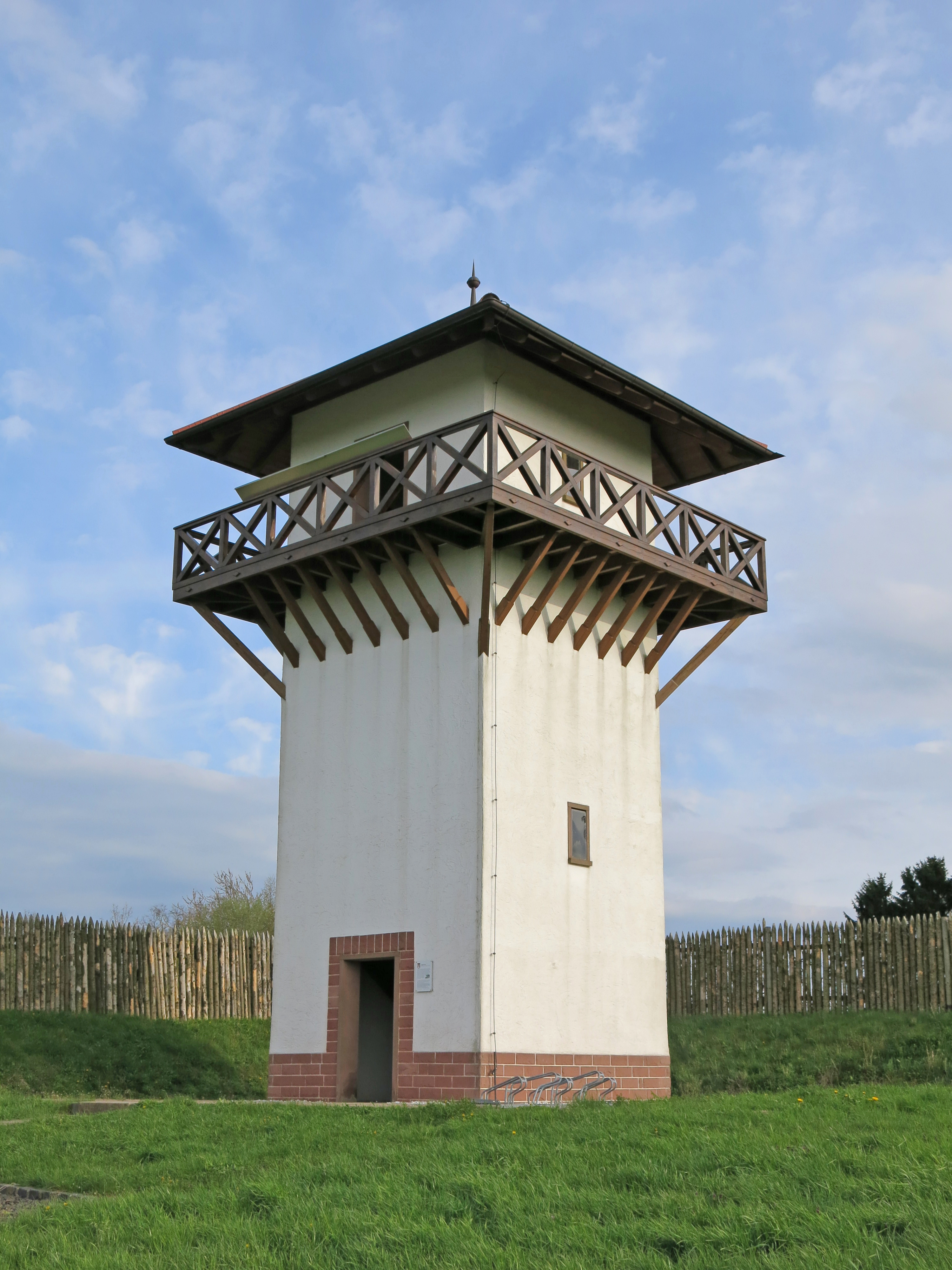